# Eskovia mongolica
Eskovia mongolica is een spinnensoort in de taxonomische indeling van de hangmatspinnen (Linyphiidae).
Het dier behoort tot het geslacht Eskovia. De wetenschappelijke naam van de soort werd voor het eerst geldig gepubliceerd in 1999 door Yuri M. Marusik & Michael Ilmari Saaristo.